# Вечный муж
«Ве́чный муж» — повесть Фёдора Достоевского, написанная в 1870 году.
Повесть впервые была опубликована в журнале «Заря» в 1870 году.

## История создания
В основу сюжета легли воспоминания Достоевского о романе друга писателя А. Е. Врангеля с Екатериной Иосифовной Гернгросс, женою начальника Алтайского горного округа А. Р. Гернгросса, а также собственные жизненные впечатления. А. Г. Достоевская писала, что «в лице семейства Захлебининых Фёдор Михайлович изобразил семью своей родной сестры Веры Михайловны Ивановой».

Достоевскому требовался муж-ревнивец, муж смешной и третируемый, излюбленный персонаж европейской комедии ещё со времен Мольера (упоминаемого в черновых материалах к «Вечному мужу»).

Критики отмечают явную перекличку повести с комедиями Мольера «Школа жён» и «Школа мужей», с романом «Госпожа Бовари» Гюстава Флобера, а также с пьесой «Провинциалка» И. С. Тургенева.

## Персонажи
- Алексей Иванович Вельчанинов, 38 или 39 лет
- Павел Павлович Трусоцкий
- Наталья Васильевна, его жена
- Лиза, их дочь, 8 лет
- Клавдия Петровна Погорельцева, подруга Вельчанинова, 37 лет
- Мавра, сестра дворника, убирала комнаты Вельчанинова
- Марья Сысоевна, баба в Покровской гостинице
- Багаутов Степан Михайлович, любовник Натальи Васильевны
- Федосей Петрович Захлебинин, статский советник
- m-me Захлебинина, его жена
- Катерина Федосеевна, их старшая дочь, 24 года
- Надежда Федосеевна, их дочь, гимназистка, 15 лет
- Марья Никитишна, подруга сестёр Захлебининых, 23 года
- Настя, подруга сестёр Захлебининых
- Предпосылов
- Александр Лобов, 19 лет
- Олимпиада Семёновна, вторая жена Трусоцкого

## Инсценировки
- «Обняться и заплакать» — пьеса А. Шульгиной

Постановки в театре
- Белый театр (Санкт-Петербург) — «Обняться и заплакать» А. Шульгиной, режиссёр Г. Васильев; в ролях Валерий Кухарешин (Вельчанинов), Сергей Бызгу (Трусоцкий)
- Тбилисский академический театр имени К. Марджанишвили, инсценировка Тамаза Годердзиани, режиссёр Темур Чхеидзе; в ролях Михаил Гомиашвили (Вельчанинов), Нодар Мгалоблишвили (Трусоцкий), Тамара Мамулашвили (Лиза), Кетеван Гегешидзе (Олимпиада Семеновна), Дмитрий Татишвили (Лобов), Заал Чикобава (Дмитрий).
- Молодёжный театр (Краснодар), режиссёр-постановщик н.а. РФ Лариса Малеванная, 2011 год.
- Приют Комедианта (Санкт-Петербург), режиссёр Пётр Шерешевский; в ролях Олег Алмазов (Вельчанинов), Дмитрий Владимирович и Александр Есаулов (Трусоцкий).

## Экранизации
- 1946 — Человек в котелке / L'Homme au chapeau rond — фильм Пьера Бийона по мотивам повести «Вечный муж» (Франция)
- 1961 — Вечный муж (ТВ) / Den evige ektemann, Норвегия, режиссёр Герхарда Кнооп[нидерл.]
- 1962 — Вечный муж (ТВ) / Den evige ægtemand, Дания, режиссёр Габриэль Аксель
- 1964 — Вечный муж (ТВ) / Der ewige Gatte, Бразилия, режиссёр Ванда Космо[порт.]  (эпизод сериала Великий театр Тупи[порт.])
- 1965 — «Вечный муж» (ТВ)/ De eeuwige echtgenoot (Бельгия) [3]
- 1969 — «Вечный муж», режиссёр Станислав Барабаш[словац.] (ФРГ) [4]
- 1990 — «Месть женщины[фр.]» (фр. La vengeance d'une femme), режиссёр Жак Дуайон (Франция) [5]
- 1990 — «Вечный муж», режиссёр Евгений Марковский, (СССР); в ролях Игорь Костолевский (Вельчанинов), Станислав Любшин (Трусоцкий), Лидия Федосеева-Шукшина (Захлебинина), Дмитрий Харатьян (Митенька).
- 1992 — «Дезертир[серб.]», режиссёр Живоин Павлович.
- 1993 — «Вечный муж» (фр. L'Éternel Mari), телефильм режиссёра Дени Гранье-Дефер[фр.]; в ролях: Роже Анэн, Франсуа Мартуре, Маша Мериль, Шарлотта Валандре, Франсуа Виллер, Сара Бертран; сценарист: Бертран Пуаро-Дельпеш; художник: Мишель Эмм; композитор: Эрик Демарсан; киностудия: T.F.1 / Taurusfilm; Франция; продолжительность фильма: 80 мин.
- 1993 — «Идеальный муж» (El marido perfecto; Великобритания, Испания, Чехословакия); в ролях — Питер Фёрт, Тим Рот, Ана Белен.
- 1994 — «Фадо - большой и малый[фр.]/Fado majeur et mineur», Франция, Португалия, режиссёр  Рауль Руис
- 1999 — «Вечный муж» /  The Eternal Husband, режиссёр Крис Филпотт